# Stanley Morison
Stanley Arthur Morison (Wanstead (Essex), 6 de maig de 1889 - Londres, 11 d'octubre de 1967) fou un tipògraf, dissenyador i historiador de la impremta anglès.

## Biografia

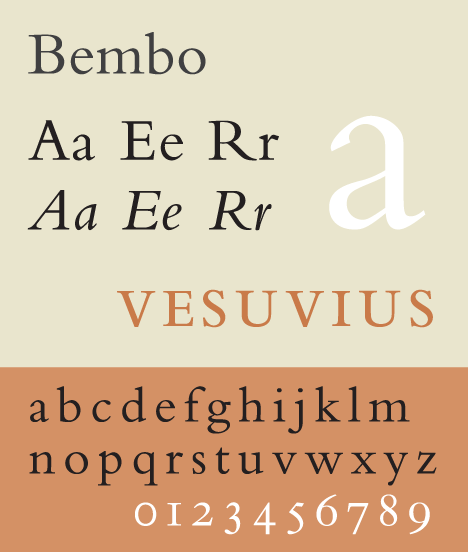
Exemple de font

Stanley Morison, també conegut com "l'amic dels impressors" va néixer a Wanstead, Essex, però va passar la major part de la seva infància i els primers anys d'adult a la casa de la família situada a Farfaix Road, Harringay.
El seu pare, un viatjant de comerç, va abandonar la família i ell va haver d'abandonar l'escola a l'edat de 14 anys per treballar a una oficina, per tant va ésser totalment autodidacta.
Es va convertir en assistent editorial de la revista Imprant el 1913.
Va ser empresonat durant la primera Guerra mundial, perquè era un objector de consciència. El 1918 es va convertir en supervisor de disseny de Pelican Press, aquesta situació va ser seguida per una similiar en el Cloister Press
El 1922 va ser membre fundador de Fleuron society dedicada a qüestions tipogràfiques (un fleuron és una flor o adorn tipogràfic), va editar la revista d'aquesta societat duran cinc anys de 1925-1930. La qualitat de les il·lustracions de la publicació i la impressió es considera excepcional. Del 1923 al 1925 va ser redactor/escriptor per a Personal Annual, una revista d'arts gràfiques.
Des de 1923 fins al 1967 Morison va ser consultor tipogràfic per la Monotype Corporation. En la dècada de 1920 i 1930, el seu treball dintre de Monotype inclou la investigació i adaptació dels tipus de lletra històrics, com la reactivació dels tipus de lletra Baskerville i Bembo. Va aconseguir ampliar enormement la gamma de tipus de lletra de la companyia i va influir de forma destacable en el camp de la tipografia, sobretot, degut a la reelaboració de set tipografies del passat. Es tractava d'un canvi revolucionari, aquestes noves tipografies marcaven l'inici d'una renaixença tipogràfica.
Abans de Morison les tipografies usades en la impremta anglesa van ser la Plantin i la Caslon. Morison va ser també consultor tipogràfic per al diari The times des de 1929 fins al 1960, que en 1931 l'hi va encarregar un nou tipus, que es convertiria en el Times New Roman.
Morison va ser triat dissenyador reial per a la indústria el 1960 i va ser membre del consell editorial de la Enciclopedia Britanica de 1961 fins a la seva mort el 1967 a Londres. Altres tipus de lletra que ha dissenyat Morison per la Monotype Corporation són Blade (1923) i Bembo (1929)

## Obres
Algunes de les obres més destacades són les següents:
- Four Centuries of Fine Print, London 1924.
- The Alphabet of Damianus Moyllus, London 1927.
- The Calligraphy of Ludovico degli Arrighi, Paris 1929.
- First Principles of Typography, Cambridge 1936.
- A Tally of Types Cambridge 1953.
- Typographic Design in Relation to Photographic Composition, San Francisco 1959.
- Some Fruits of Theosophy: The Origins and Purpose of the so-called Old Catholic Church (1919, religion)
- On Type Faces: Examples of the Use of Type for the Printing of Books (1923, typography)
- Modern Fine Printing: An Exhibit of Print (1925, typography)
- The Art of the Printer (1925, typography)
- Type Designs of the Past and Present (1926, typography, revised 1962)
- German Incunabula in the British Museum (1928, typography)
- John Bell, 1745-1831 (1930, biography)
- The English Newspaper: Some Account of the Physical Development of Journals Printed in London between 1622 and the Present Day (Cambridge 1932, history)
- Black-Letter Text (1942, typography)
- The Typographic Arts: Two Lectures (1949, typography)
- Printing The Times Since 1785: Some Account of the Means of Production and Changes of Dress of the Newspaper (1953, history)
- A Tally of Types (1953, typography, revised 1999)
- Calligraphy 1535-1885 (1962)
- The Typographic Book 1450-1935: A Study of Fine Typography through Five Centuries (1963, typography)
- John Fell, the University Press, and the "Fell" Types (1967, typography, with Harry Carter)
- Letterforms, Typographical and Scriptorial (1968, typography)
- Politics and Script (1972, typography)
- Selected Essays on the History of Letterforms in Manuscript and Printing (1981, essays, ed. David McKitterick)

## Tipografies

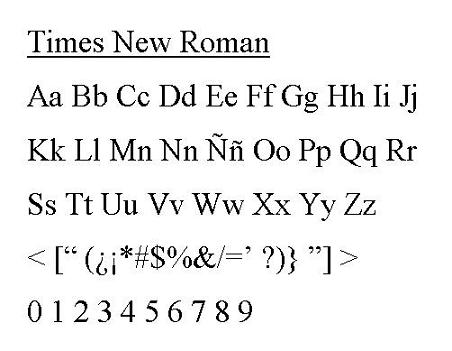
Exemple de font

- Blado ItalicExemple de font
- Poliphilus
- Times
- Times Eighteen
- Times Europa
- Times Headline
- Times Italic
- Times New Roman
- Times New Roman Condensed
- Times New Roman Italic
- Times New Roman Small Text
- Times Ten